# Phytocoris sagax
Phytocoris sagax är en insektsart som beskrevs av Van Duzee 1920. Phytocoris sagax ingår i släktet Phytocoris och familjen ängsskinnbaggar. Inga underarter finns listade i Catalogue of Life.